# NPRL2
NPRL2 (англ. NPR2 like, GATOR1 complex subunit) – білок, який кодується однойменним геном, розташованим у людей на короткому плечі 3-ї хромосоми.  Довжина поліпептидного ланцюга білка становить 380 амінокислот, а молекулярна маса — 43 658.
| 10         |  | 20         |  | 30         |  | 40         |  | 50         |
| ---------- |  | ---------- |  | ---------- |  | ---------- |  | ---------- |
| MGSGCRIECI |  | FFSEFHPTLG |  | PKITYQVPED |  | FISRELFDTV |  | QVYIITKPEL |
| QNKLITVTAM |  | EKKLIGCPVC |  | IEHKKYSRNA |  | LLFNLGFVCD |  | AQAKTCALEP |
| IVKKLAGYLT |  | TLELESSFVS |  | MEESKQKLVP |  | IMTILLEELN |  | ASGRCTLPID |
| ESNTIHLKVI |  | EQRPDPPVAQ |  | EYDVPVFTKD |  | KEDFFNSQWD |  | LTTQQILPYI |
| DGFRHIQKIS |  | AEADVELNLV |  | RIAIQNLLYY |  | GVVTLVSILQ |  | YSNVYCPTPK |
| VQDLVDDKSL |  | QEACLSYVTK |  | QGHKRASLRD |  | VFQLYCSLSP |  | GTTVRDLIGR |
| HPQQLQHVDE |  | RKLIQFGLMK |  | NLIRRLQKYP |  | VRVTREEQSH |  | PARLYTGCHS |
| YDEICCKTGM |  | SYHELDERLE |  | NDPNIIICWK |  |            |  |            |

A: Аланін

C: Цистеїн

D: Аспарагінова кислота

E: Глутамінова кислота

F: Фенілаланін

G: Гліцин

H: Гістидин

I: Ізолейцин

K: Лізин

L: Лейцин

M: Метіонін

N: Аспарагін

P: Пролін

Q: Глутамін

R: Аргінін

S: Серин

T: Треонін

V: Валін

W: Триптофан

Кодований геном білок за функцією належить до активаторів гтфаз. 
Задіяний у такому біологічному процесі як альтернативний сплайсинг. 
Локалізований у мембрані, лізосомі.